# Húsvéti nyúl

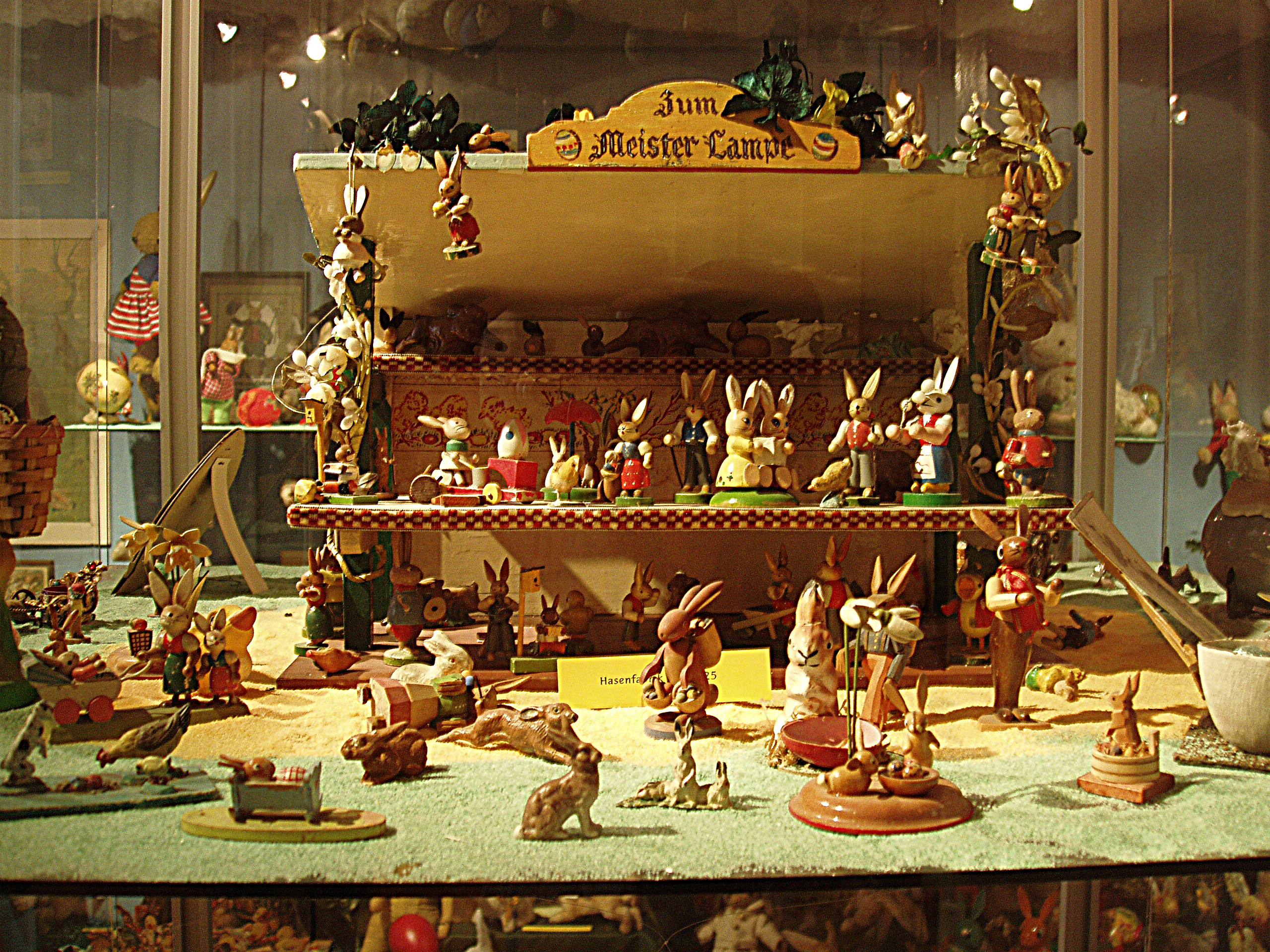
A Húsvéti nyúl múzeum (Osterhasen-museum) kirakata Münchenben

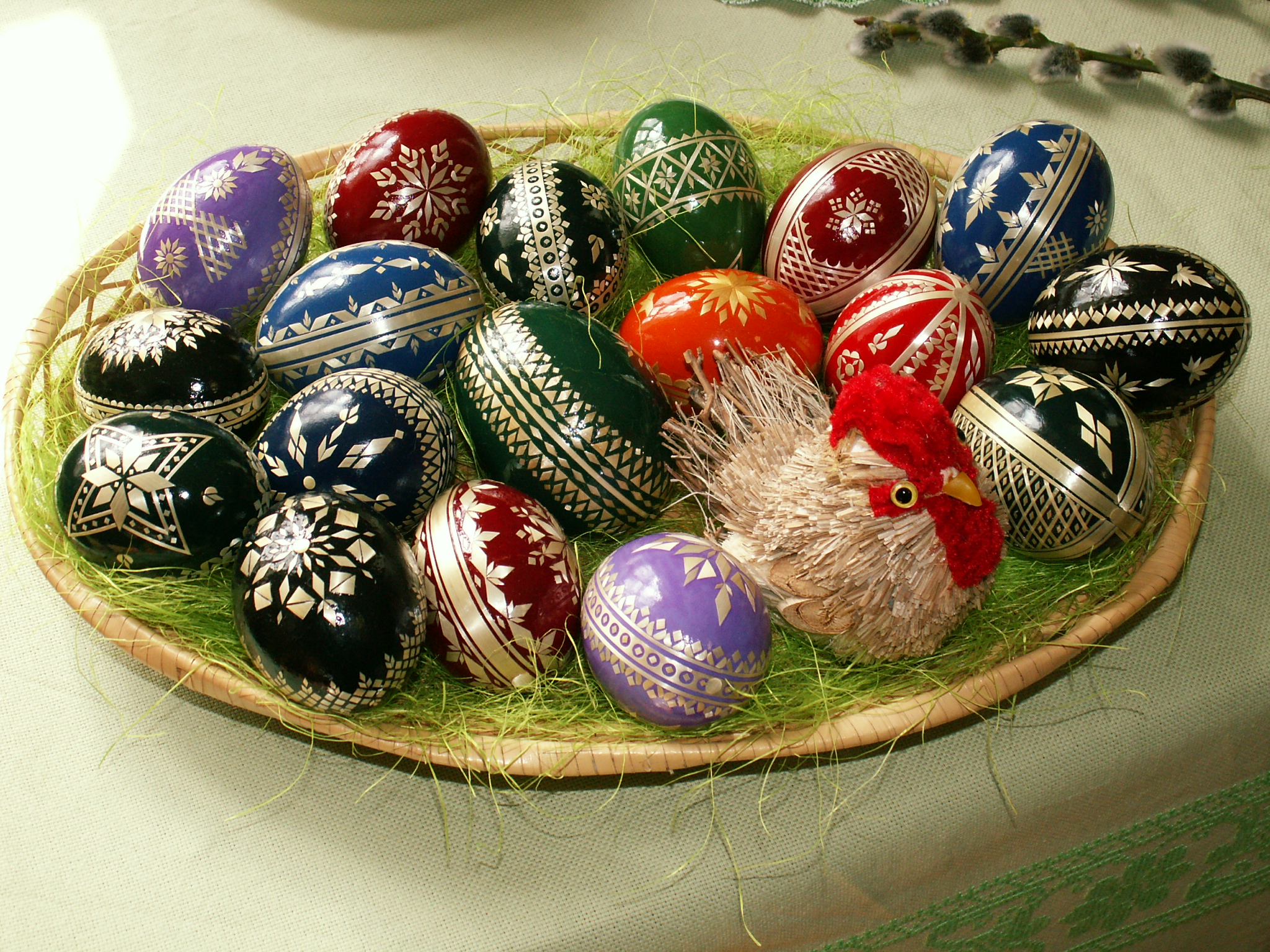
A húsvéti nyúl „tojásai”

A húsvéti nyúl vagy húsvéti nyuszi, a húsvét ünnephez kötődő figura, a Mikuláshoz (és a Magyarországon vele egybemosott Télapóhoz valamint a Jézuskához) hasonlóan a gyermekfolklór része: a gyermekek „hisznek” a húsvéti nyúlban, aki tavasszal, általában húsvétkor titokban, mint a Mikulás vagy Jézuska, ajándékot hoz nekik.
Tipikusan nyugat- és közép-európai hagyomány, Magyarországon is régi tradíció. Itthon és többek közt az Amerikai Egyesült Államokban általánosan ismert hagyomány a húsvéti fészek készítése az ajándék és a húsvéti tojások számára. A húsvéti nyúl egyes források szerint a 16. századi Németországban vált a keresztény ünnepkör részévé, itt készítették az első kosárfészket és később az első édességből készült nyulat.
Néhány forrás szerint egy félreértés kapcsán került a húsvéti ünnepkör jelképei közé. Egyes német területeken ugyanis gyöngytyúkot ajándékoztak egymásnak az emberek, annak tojásaival együtt. A gyöngytyúk német neve Haselhuhn, rövidebben Hasel. A nyúl németül pedig Hase.
Franciaországban és Belgiumban a tojásokat nem a húsvéti nyúlhoz kötik, hanem azt mondják: a húsvéti harangok (cloches de Pâques) pottyantják le őket.
A keresztény kultúrkörben elterjedt szokás a húsvéti nyulat ábrázoló képeslapok küldése. Húsvét előtt az áruházakban slágertermék a színesbe csomagolt csokoládé nyúl és tojás és a plüssnyulak. Magyar nyelvterületen a régebbi húsvéti locsolóversek gyakori szereplője.
A fészekrakás valószínűleg abból vezethető le, hogy a nyugati kultúrákban ábrázolt nyúl általában a Lepus fajhoz tartozik, amely abban különbözik más nyúlfajoktól, hogy nem üregben él, hanem fészket rak, kicsinyei nyitott szemmel születnek, teste nagyobb és füle hosszabb.
A tojás, ahogy a nyúl is, már az ókor óta termékenységi szimbólumok: mivel a nyulak nagyon sok utódot nevelnek fel, a tavaszi nap-éj egyenlőség idején a föld megnövekvő termékenysége jelképének tartották őket.

## A húsvéti bilby

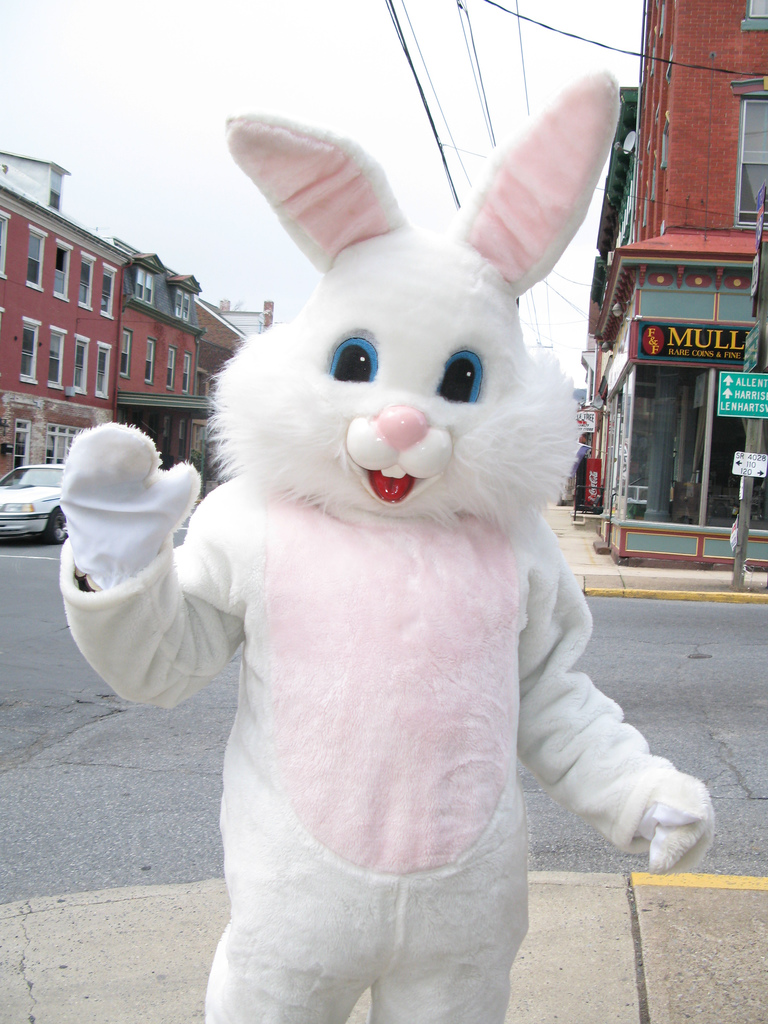
Húsvéti nyúljelmezes a Pennsylvania állambeli Hamburgban, 2007. április

Ausztráliában, ahol a nyúl behurcolt állat és kártevőnek tartják, a húsvéti nyulat mérsékelt sikerrel próbálták meg lecserélni a húsvéti erszényesnyúllal (bilbyvel), egy nyúlhoz hasonló őslakó erszényes állatfajjal. Bár az ausztrál áruházakban húsvét környékén tipikus látvány a csokoládé húsvéti bilby, a nagyon ritkán a gyerekek szeme elé kerülő, kihalás fenyegette bilby nem tudta „leváltani” húsvéti állatként a nyulat. A behurcolt és elszaporodott nyulakat Új-Zélandon is szinte természeti csapásnak tartják, és tűzzel-vassal irtják.

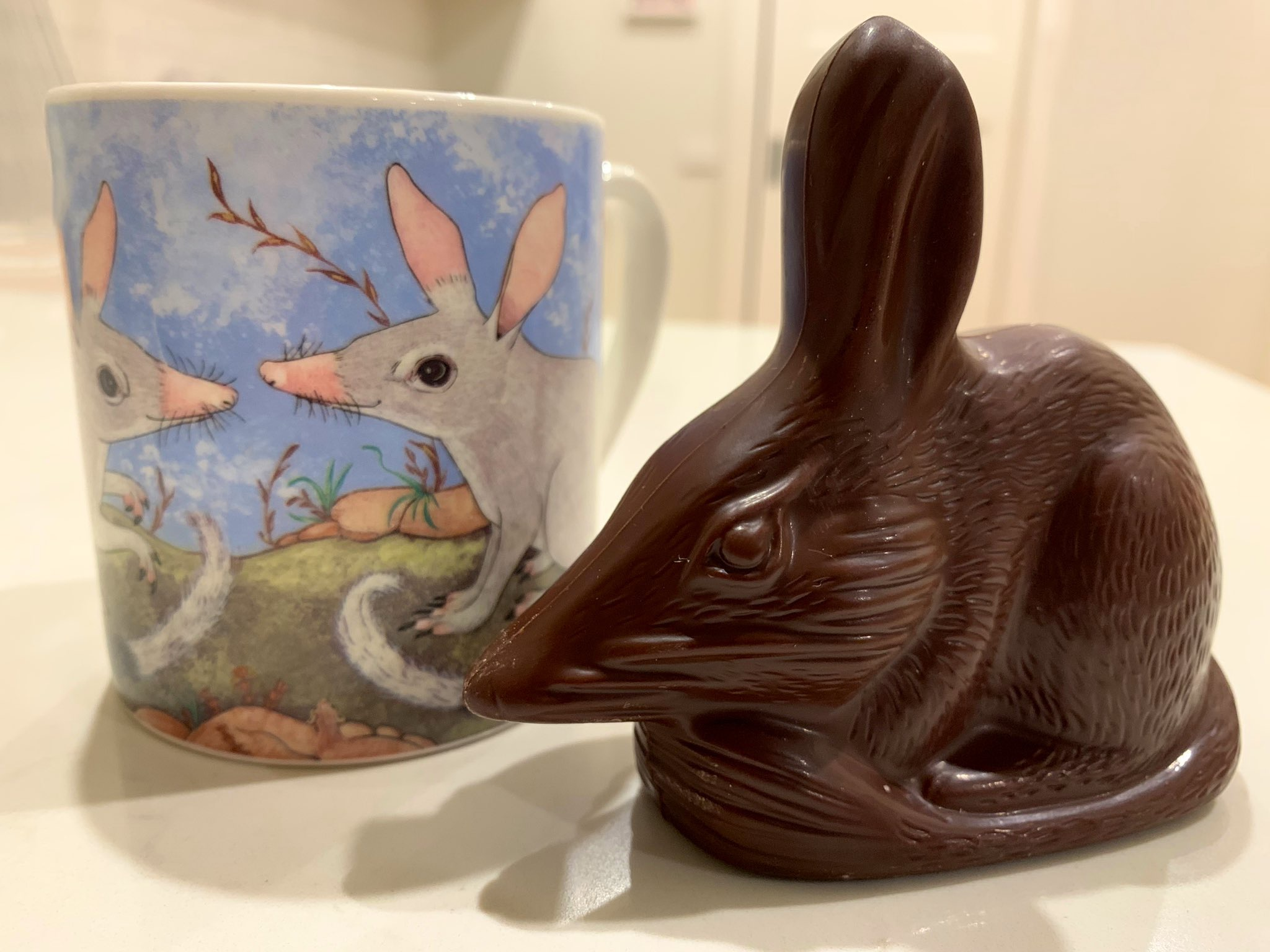
Húsvéti erszényesnyúl csokoládéból

## Nyúli húsvét
A magyar (győr-moson-sopron vármegyei) Nyúl községben a névazonosság külön ünneplésre ad alkalmat: húsvétkor hagyományosan két napig tartó rendezvénysorozatot szerveznek, amelynek része a „FUTaNYÚL” futóverseny.